# پرواز شماره ۱۷۱ ایر ایندیا
پرواز شماره ۱۷۱ ایر ایندیا یک پرواز مسافربری بین‌المللی برنامه‌ریزی‌شده بود که توسط یک بوئینگ ۷۸۷–۸ دریم‌لاینر انجام می‌شد اما اندکی پس از برخاستن در محله مگانی ناگار احمدآباد در ۱۲ ژوئن ۲۰۲۵، هنگام پرواز از فرودگاه احمدآباد در هند سقوط کرد. پلیس گزارش کرده است که حداقل ۲۰۴ جسد از محل سقوط هواپیما، شامل مسافران و قربانیان روی زمین، کشف شده است. طبق اطلاعات بوئینگ، این حادثه اولین سانحه از دست رفتن بدنه یک هواپیمای ۷۸۷ دریم‌لاینر است.

## پیشینه

### هواپیما
هواپیمای مورد نظر یک بوئینگ ۷۸۷–۸ دریم‌لاینر ۱۱ ساله با شماره ثبت VT-ANB بوده است که به دو موتور جنرال الکتریک جی‌ئی‌ان‌ایکس مجهز بود. این هواپیما اولین بار در ۱۴ دسامبر ۲۰۱۳ به پرواز درآمد و در ۲۸ ژانویه ۲۰۱۴ به ایر ایندیا تحویل داده شد.
این اولین سانحه مرگبار بوئینگ ۷۸۷ از زمان معرفی آن در سال ۲۰۱۱ بود. و اولین خسارت بزرگ بدنه هواپیمایی ایر ایندیااز زمان بمب‌گذاری در پرواز شماره ۱۸۲ خطوط هوایی هند در سال ۱۹۸۵.

### مسافران و خدمه
طبق اعلام اداره کل هواپیمایی کشوری هند (DGCA) و شرکت هواپیمایی ایر ایندیا، این پرواز حامل ۲۴۲ مسافر بود: ۲۳۰ مسافر، از جمله ۱۱ کودک و ۲ نوزاد، به همراه ۲ خلبان و ۱۰ مهماندار پرواز.
در فهرست مسافران، ۱۶۹ نفر از هند، ۵۳ شهروند بریتانیایی، ۷ نفر از پرتغال و ۱ کانادایی حضور داشتند. در میان مسافران، ویجی روپانی، سروزیر سابق گجرات، نیز حضور داشت.
فرماندهی این پرواز را کاپیتان سومیت ساباروال و افسر اول کلایو کوندار عهده‌دار بودند.

## حادثه
پرواز ۱۷۱ ایر ایندیا ساعت ۱۳:۳۸ به وقت محلی (آی‌اس‌تی؛ ۰۸:۰۸ ساعت هماهنگ جهانی) از باند ۲۳ فرودگاه بین‌المللی سردار ولابهبهی پتل به سمت فرودگاه گاتویک برخاست. ترانسپوندر ای‌دی‌اس-بی هواپیما ارتفاع ۶۲۵ فوت (۱۹۱ متر) را قبل از اینکه دریافت قطع شود نشان می‌داد. خدمه پرواز با مرکز کنترل ترافیک هوایی تماس اضطراری برقرار کردند. این سانحه هنگام اولین تلاش برای برخاستن رخ داد. شاهدان عینی از منطقه مگانی ناگار گزارش دادند که صدای انفجارهای متعددی را شنیده‌اند و به دنبال آن، دود غلیظی از مکان‌های اطراف به هوا برخاسته است، که احتمالاً هواپیما به یک ساختمان برخورد کرده و سقوط کرده است. یک افسر ارشد پلیس احمدآباد به رسانه ANI گفت که هواپیما به ساختمان خوابگاهی در کالج پزشکی BJ برخورد کرده است. پایدارکننده‌های هواپیما که تا حدودی سالم بودند و مخروط دم آن پس از حادثه از یک ساختمان چند طبقه بیرون زده بودند.
یادداشت‌ها:
1. ↑  به‌استثنای خسارت‌های بدنه در شرکت تابعه ایر ایندیا اکسپرس، که آخرین مورد آن پرواز ۱۳۴۴ ایر ایندیا اکسپرس در سال ۲۰۲۰ بود.